# Storia del sufismo
Alcuni studiosi credono che il primo sufismo fosse essenzialmente l'evoluzione dell'islam in senso mistico, nonostante alcune di queste convinzioni manchino di evidenza storica.
Annemarie Schimmel ipotizza che il sufismo nelle sue prime manifestazioni altro non sia che l'interiorizzazione dell'islam.

Louis Massignon dichiara: "È dal Corano, costantemente recitato, meditato, messo in pratica, che deriva l'origine e lo sviluppo del sufismo."
Secondo una teoria il sufismo ha un'origine nelle tradizioni mistiche preislamiche adattatesi poi alla nuova religione. il sufismo sarebbe perciò cominciato non come una singola setta, ma come un termine neutro atto a descrivere metodi differenti.
Le seguenti sezioni descrivono la storia del sufismo divisa per aree geografiche

## Sufismo in Turchia
Il sufismo raggiunse l'Anatolia durante l'Impero selgiuchide, quando le tribù turche attaccavano l'Impero bizantino. Prima di allora, i Bizantini erano stati già scacciati quasi completamente dall'Anatolia e diversi capi delle tribù turche ne controllavano il territorio. Pochi secoli prima della fondazione dell'Impero ottomano, i dervisci Sufi andavano di villaggio in villaggio, insegnando a leggere e a scrivere e convertendo i paesani all'islam.

## Sufismo in Asia centrale
Il sufismo si diffuse sin da principio in Transoxiana e in Khorasan. Alcuni dei più grandi e rinomati sufi erano originari di queste regioni, compreso al-Farabi (IX secolo), al-Ghazali (XII secolo), Jalāl al-Dīn Rūmī (XIII secolo), e Nūr al-Dīn Jāmī (XV secolo).
I due lavori principali di Rūmī, Dīwān-e Šams e il Maṭnawiyye Maʿnawī, sono considerati come le principali opere di letteratura mistica sufi.

## Sufismo in Asia meridionale
I musulmani dell'Asia meridionale seguono principalmente gli ordini Cishtiyya, Naqshbandiyya, Qādiriyya e Suhrawardiyya. L'ordine della Cishtiyya è il più diffuso. Khwāja Mo'inoddin Cishti, discepolo di Khwāja Abu Ahmad Abd al-Cishti, fondatore dell'ordine, lo introdusse in India. Venne in India dall'Afghanistan con l'esercito di Shihāb al-Dīn Ghūrī nel 1192 e s'impiantò nel 1195 ad Ajmer. Secoli dopo, col sostegno dei governanti Mughal, il suo tempio divenne mèta di pellegrinaggio. Akbar lo visitava ogni anno.
Le conquiste turche in Asia meridionale portarono in quei luoghi dall'Afghanistan anche quattro mistici sufi dell'ordine della Cishtiyya: Moʿīnoddīn (m. 1233 ad Ajmer), Qutbuddin (m. 1236 a Delhi), Nizamuddin (m. 1335 a Delhi) e Fariduddin (m. 1265 a Pakpattan ora in Pakistan). Sotto il regno di Muhammad bin Tughluq, che spinse il sultanato di Delhi verso sud, la Cistiyya mise le sue radici in tutta l'India. La scintilla del sufismo brillò ad Ajmer in Rajasthan e a quest'ordine appartenne anche Nizamuddin Auliya a Delhi.
Alcuni sufi della Cishtiyya non erano contrari all'idea di assorbire elementi del movimento Hindu Bhakti e usarono perfino la Lingua hindi per le canzoni devozionali. Però gli ʿUlamāʾ "ortodossi" richiesero col sostegno del sovrano che i sufi "tornassero alla Sharīʿa". Anche se gli ʿUlamāʾ avevano alcune differenze mistico/teologiche coi sufi, la Sharīʿa rimase come una forza cementante fra di loro.
L'ordine della Suhrawardiyya fu creato da Shahab al-Din Suhrawardi di Baghdad e portato in India da Baha ul-Din Zakariyya' di Multan. La Suhrawardiyya divenne popolare nel Bengala. L'ordine della Qādiriyya fu fondato da ʿAbd al-Qādir al-Gīlānī la cui tomba si trova a Baghdad.

È popolare anche fra i musulmani dell'India meridionale.
Bahāʾ ul-Din Naqshband (1318-1389) del Turkestan fondò l'ordine Naqshbandi. Khwāja Mohammad Baqi bi-llah Berang la cui tomba si trova a Delhi (E.I. Rose) portò l'ordine Naqshbandi in India. L'essenza di quest'ordine insisteva molto su una rigida adesione alla Sharīʿa e sull'amore per il Profeta. La sua diffusione fu incoraggiata dai governanti Mughal, dal momento che il suo fondatore era il loro antico pir (guida spirituale). "La conquista dell'India che Babur compì nel 1526 diede una notevole spinta alla Naqshbandiyya". I suoi discepoli rimasero leali al trono per via delle comuni origini turche. Con l'appoggio di molti dei Mughal, l'ordine Naqshbandi poté rivitalizzare l'Islam in quella che essa credeva fosse la sua pura forma.

## Sufismo in Maghreb
Gli ordini sufi prevalenti in Maghreb sono la Qādiriyya, la Sanūssiyya, la Tijāniyya e la Raḥmāniyya.